# سبد رمادي
سبد رمادي[بحاجة لمصدر] (الاسم العلمي: Caprimulgus jotaka) هو نوع من جنس سبد.